# Bussy-sur-Moudon
Bussy-sur-Moudon ist eine politische Gemeinde im Distrikt Broye-Vully des Kantons Waadt in der Schweiz.

## Geographie

Luftbild (1964)

Bussy-sur-Moudon liegt auf 628 m ü. M., 18 km südwestlich des Bezirkshauptortes Payerne (Luftlinie). Das Haufendorf erstreckt sich auf einer Geländeterrasse am oberen westlichen Talhang der Broye, im Molassehügelland des östlichen Waadtländer Mittellandes.
Die Fläche des 3,1 km² grossen Gemeindegebiets umfasst einen Abschnitt des Hügellandes zwischen dem Tal der Mentue und dem mittleren Broyetal. Der Gemeindeboden erstreckt sich von der Geländeterrasse von Bussy westwärts über die Höhe des Bois de la Grange (mit 701 m ü. M. der höchste Punkt der Gemeinde) bis in das anschliessende Tal Vallon des Vaux, das von der Cerjaule durchflossen wird. Die südliche Grenze bildet das Tälchen des Riau Gresin, der wie die Cerjaule ein linker Seitenbach der Broye ist. Von der Gemeindefläche entfielen 1997 5 % auf Siedlungen, 21 % auf Wald und Gehölze, 73 % auf Landwirtschaft und etwas weniger als 1 % war unproduktives Land.
Zu Bussy-sur-Moudon gehören mehrere Einzelhöfe. Nachbargemeinden von Bussy-sur-Moudon sind Lucens, Moudon, Neyruz-sur-Moudon und Oulens-sur-Lucens.

## Bevölkerung
Mit 251 Einwohnern (Stand 31. Dezember 2023) gehört Bussy-sur-Moudon zu den kleinen Gemeinden des Kantons Waadt. Von den Bewohnern sind 93,6 % französischsprachig, 2,2 % deutschsprachig und 1,6 % portugiesischsprachig (Stand 2000). Die Bevölkerungszahl von Bussy-sur-Moudon belief sich 1850 auf 245 Einwohner, 1900 auf 198 Einwohner. Danach wurde bis 1970 eine weitere Abnahme auf 156 Einwohner verzeichnet; seither hat die Bevölkerung wieder leicht zugenommen.

## Wirtschaft
Bussy-sur-Moudon war bis in die zweite Hälfte des 20. Jahrhunderts ein vorwiegend durch die Landwirtschaft geprägtes Dorf. Noch heute haben der Ackerbau, der Obstbau und die Viehzucht eine wichtige Bedeutung in der Erwerbsstruktur der Bevölkerung. Weitere Arbeitsplätze sind im lokalen Kleingewerbe und im Dienstleistungssektor vorhanden. In den letzten Jahrzehnten hat sich das Dorf auch zu einer Wohngemeinde entwickelt. Einige Erwerbstätige sind Wegpendler, die vor allem in Moudon, aber teilweise auch in Lausanne arbeiten.

## Verkehr
Die Gemeinde liegt abseits der grösseren Durchgangsstrassen an einer Verbindungsstrasse von Moudon nach Oulens-sur-Lucens. Durch einen Postautokurs, der von Moudon nach Bussy-sur-Moudon und teilweise weiter via Villars-le-Comte nach Thierrens verkehrt, ist das Dorf an das Netz des öffentlichen Verkehrs angeschlossen.

## Geschichte
Durch das Gemeindegebiet von Bussy-sur-Moudon führte die Römerstrasse von Minnodunum (Moudon) nach Eburodunum (Yverdon-les-Bains). 1858 wurde eine Bronzestatuette aus jener Zeit gefunden. Die erste urkundliche Erwähnung des Ortes erfolgte im 12. Jahrhundert unter dem Namen Buxi. Der Ortsname ist wahrscheinlich vom lateinischen Wort buxus (Buchsbaum) abgeleitet.
Seit der Mitte des 14. Jahrhunderts gehörte Bussy-sur-Moudon zur savoyischen Kastlanei Moudon. Mit der Eroberung der Waadt durch Bern im Jahr 1536 gelangte das Dorf unter die Verwaltung der Landvogtei Moudon. Nach dem Zusammenbruch des Ancien Régime gehörte Bussy-sur-Moudon von 1798 bis 1803 während der Helvetik zum Kanton Léman, der anschliessend mit der Inkraftsetzung der Mediationsverfassung im Kanton Waadt aufging. 1798 wurde es dem Bezirk Moudon zugeteilt. Bussy-sur-Moudon besitzt keine eigene Kirche, es gehört zur Pfarrei Moudon.